# Destacamento de Inteligencia 142
El Destacamento de Inteligencia 142 (Dest Icia 142) fue una unidad de inteligencia del Ejército Argentino con base en San Miguel de Tucumán.

## Historia
Durante el terrorismo de Estado en Argentina, el reglamento del Ejército Argentino establecía que las grandes unidades de combate, es decir, las brigadas, podían recibir apoyo de inteligencia mediante destacamentos, compuestos por interrogadores, intérpretes, etc. El Destacamento de Inteligencia 142 era una unidad dependiente del Comando del III Cuerpo de Ejército y con base en la ciudad de San Miguel de Tucumán.
El registro más antiguo sobre su existencia data de 1974. El 23 de diciembre de ese año, el 142 pasó a depender de la V Brigada de Infantería por delegación del III Cuerpo para iniciar la Operación Independencia. Comenzó sus acciones el 8 de febrero de 1975. Tuvo bajo su dirección la Escuelita de Famaillá, primer centro clandestino de detención del país. En octubre de ese año, el general de brigada Roberto Eduardo Viola dictó la directiva 404/75, que ordenaba los roles a cumplir por las diferentes unidades militares en la autodenominada «lucha contra la subversión». Para la inteligencia, dictó, entre otras cosas,  [sic] «un fluido y permanente intercambio informativo entre las unidades de inteligencia y el Batallón de Inteligencia 601 […]».